# Gino Bartali
Gino Bartali, född 18 juli 1914 i Ponte a Ema utanför Florens, död 5 maj 2000 i Florens, var en italiensk tävlingscyklist under 20 år. Han var den mest kände italienske cyklisten före andra världskriget och vann Giro d'Italia 1936, 1937 och 1946 (han bar den rosa ledartröjan under 50 dagar under sin karriär) samt Tour de France 1938 och 1948. Hans andra seger i Tour de France 1948 placerade honom i historieböckerna för längsta tid mellan segrar i loppet (en bidragande orsak till detta var att tävlingen inte arrangerades från 1940 till 1946 på grund av andra världskriget). 
Bartalis rivalitet med landsmannen Fausto Coppi sägs ha delat Italien i två läger. Bartali, som var konservativ och djupt religiös stöddes av den lantliga, jordbrukande södern, medan Coppi, som var världsvan, sekulariserad och innovativ, var hjälten i de urbana, industrialiserade norra delarna av landet. Trots denna rivalitet uppträdde de ofta gentlemannamässigt mot varandra genom att dela drickflaskor och hjälpa varandra till segrar när den andre inte längre hade någon chans att vinna.
Enligt en studie som publicerades av Corriere della Sera 2003, hade Bartali fungerat som kurir åt den italienska motståndsrörelsen under andra världskriget. Under sin träningsrunda cyklade han från nunnekloster till nunnekloster och hade med sig papper som användes till att göra falska identitetshandlingar som räddade livet på 800 judar. En gång kallades han till en villa i Florens som användes som tortyrcenter och varnades där av Mussolinis svartskjortor att besöka vissa kloster. Bartali gömde då undan sin familj innan han fortsatte sin roll som hemlig brevbärare.

## Meriter
1935
Vinnare av Coppa Bernocchi
Vinnare av  linjeloppet vid Italienska mästerskapen
Vinnare totalt av Baskien runt
Vinnare av etapperna 2, 3 och 5
Vinnare av Giro delle Due Province Messina
3:a i Giro di Lombardia
4:a i Milano–Sanremo
7:a totalt i Giro d'Italia
Vinnare av bergspristävlingen
Vinnare av etapp 6
1936
Vinnare totalt av  Giro d'Italia
Vinnare av bergspristävlingen
Vinnare av etapperna 9, 17b och 18
Vinnare av Giro di Lombardia
Vinnare av Giro della Provincia di Milano (med Learco Guerra)
4:a i Giro di Toscana
7:a i linjelopp vid Världsmästerskapen i landsvägscykling
1937
Vinnare totalt av  Giro d'Italia
Vinnare av bergspristävlingen
Vinnare av etapperna 8a, 10, 16 och 17
Vinnare av etapp 7 i Tour de France
Vinnare av Giro del Lazio
Vinnare av  linjeloppet vid Italienska mästerskapen
Vinnare av Giro del Piemonte
2:a i Giro di Lombardia
1938
Vinnare totalt av  Tour de France
Vinnare av bergspristävlingen
Vinnare av etapperna 11 och 14
Vinnare av Tre Valli Varesine
2:a i Giro di Lombardia
7:a i Milano–Sanremo
1939
Vinnare av Milano–Sanremo
Vinnare av Giro di Lombardia
Vinnare av Giro del Piemonte
Vinnare av Giro di Toscana
2:a totalt i Giro d'Italia
Vinnare av bergspristävlingen
Vinnare av etapperna 2, 9b, 15 och 17
2:a i Tre Valli Varesine
1940
Vinnare av Milano–Sanremo
Vinnare av Giro di Lombardia
Vinnare av Giro di Toscana
Vinnare av  linjeloppet vid Italienska mästerskapen
Vinnare av Giro di Campania
2:a i Milano–Mantua
9:a totalt i Giro d'Italia
Vinnare av bergspristävlingen
Vinnare av etapperna 17 och 18
1941
2:a i Giro di Toscana
2:a i Giro del Piemonte
3:a i Tre Valli Varesine
3:a i Giro dell'Emilia
4:a i Giro del Lazio
9:a i Giro di Lombardia
1942
2:a i Giro di Toscana
2:a i Giro di Lombardia
2:a i Giro del Piemonte
4:a i Giro dell'Emilia
8:a i Giro del Lazio
1943
3:a i Giro di Toscana
3:a i Milano–Mantua
5:a i Milano–Sanremo
1945
Vinnare av Giro del Lazio
Vinnare av Giro di Campania
3:a i Giro di Lombardia
3:a i Tre Valli Varesine
1946
Vinnare totalt av  Giro d'Italia
Vinnare av bergspristävlingen
Vinnare totalt av  Tour de Suisse
Vinnare av etapperna 1, 5, 6 och 8
Vinnare av Züri Metzgete
Vinnare av Trofeo Matteotti
2:a i Giro di Toscana
4:a i Milano–Sanremo
1947
Vinnare av Milano–Sanremo
Vinnare totalt av  Tour de Suisse
Vinnare av etapperna 1c och 2
2:a totalt i Giro d'Italia
Vinnare av bergspristävlingen
Vinnare av etapperna 2 och 15
2:a totalt i Tour de Romandie
Vinnare av etapp 3b
2:a i Giro di Lombardia
2:a i Giro dell'Emilia
9:a i Gent–Wevelgem
1948
Vinnare totalt av  Tour de France
Vinnare av bergspristävlingen
Vinnare av etapperna 1, 7, 8, 13, 14, 15 och 19
Vinnare av Giro di Toscana
Vinnare av Züri Metzgete
2:a i Tre Valli Varesine
8:a totalt i Giro d'Italia
3:a i bergspristävlingen
1949
Vinnare totalt av  Tour de Romandie
Vinnare av etapperna 1b och 2
2:a totalt i Giro d'Italia
2:a i bergspristävlingen
2:a totalt i Tour de France
Vinnare av etapp 16
2:a i bergspristävlingen
5:a i Giro del Piemonte
1950
Vinnare av Milano–Sanremo
Vinnare av Giro di Toscana
Vinnare av etapp 11 i Tour de France
2:a totalt i Giro d'Italia
Vinnare av etapp 9
2:a i bergspristävlingen
1951
Vinnare av Giro del Piemonte
2:a i La Flèche Wallonne
2:a i Cagliari–Sassari
4:a totalt i Tour de France
2:a i bergspristävlingen
6:a i Liège–Bastogne–Liège
6:a i Tre Valli Varesine
9:a i linjelopp vid Världsmästerskapen i landsvägscykling
10:a totalt i Giro d'Italia
4:a i bergspristävlingen
1952
Vinnare totalt av Giro della Provincia di Reggio Calabria
Vinnare av  linjeloppet vid Italienska mästerskapen
Vinnare av Giro dell'Emilia
Vinnare av etapp 2 i Roma–Napoli–Roma
4:a totalt i Tour de France
6:a i bergspristävlingen
5:a totalt i Giro d'Italia
3:a i bergspristävlingen
1953
Vinnare av Giro di Toscana
Vinnare av Giro dell'Emilia
4:a totalt i Giro d'Italia
3:a i bergspristävlingen
4:a i Tre Valli Varesine
7:a i Giro del Piemonte
1954
9:a i Giro dell'Emilia

### Placeringar i Grand Tours
| Grand Tours     |      |      |      |      |      |      |      |      |      |      |      |      |      |      |      |      |      |      |      |      |
| Grand Tour      | 1935 | 1936 | 1937 | 1938 | 1939 | 1940 | 1941 | 1942 | 1943 | 1944 | 1945 | 1946 | 1947 | 1948 | 1949 | 1950 | 1951 | 1952 | 1953 | 1954 |
| Giro d'Italia   | 7B   | 1B   | 1B   | —    | 2B   | 9B   | X    | X    | X    | X    | X    | 1B   | 2B   | 8    | 2    | 2    | 10   | 5    | 4    | 14   |
| Tour de France  | —    | —    | DNF  | 1B   | —    | X    | X    | X    | X    | X    | X    | X    | —    | 1B   | 2    | DNF  | 4    | 4    | 11   | —    |
| Vuelta a España | —    | —    | X    | X    | X    | X    | —    | —    | X    | X    | —    | —    | —    | —    | X    | —    | X    | X    | X    | X    |

DNF = fullföljde ej, X = loppet arrangerades ej, B = vinnare av bergspristävlingen

## Bilder

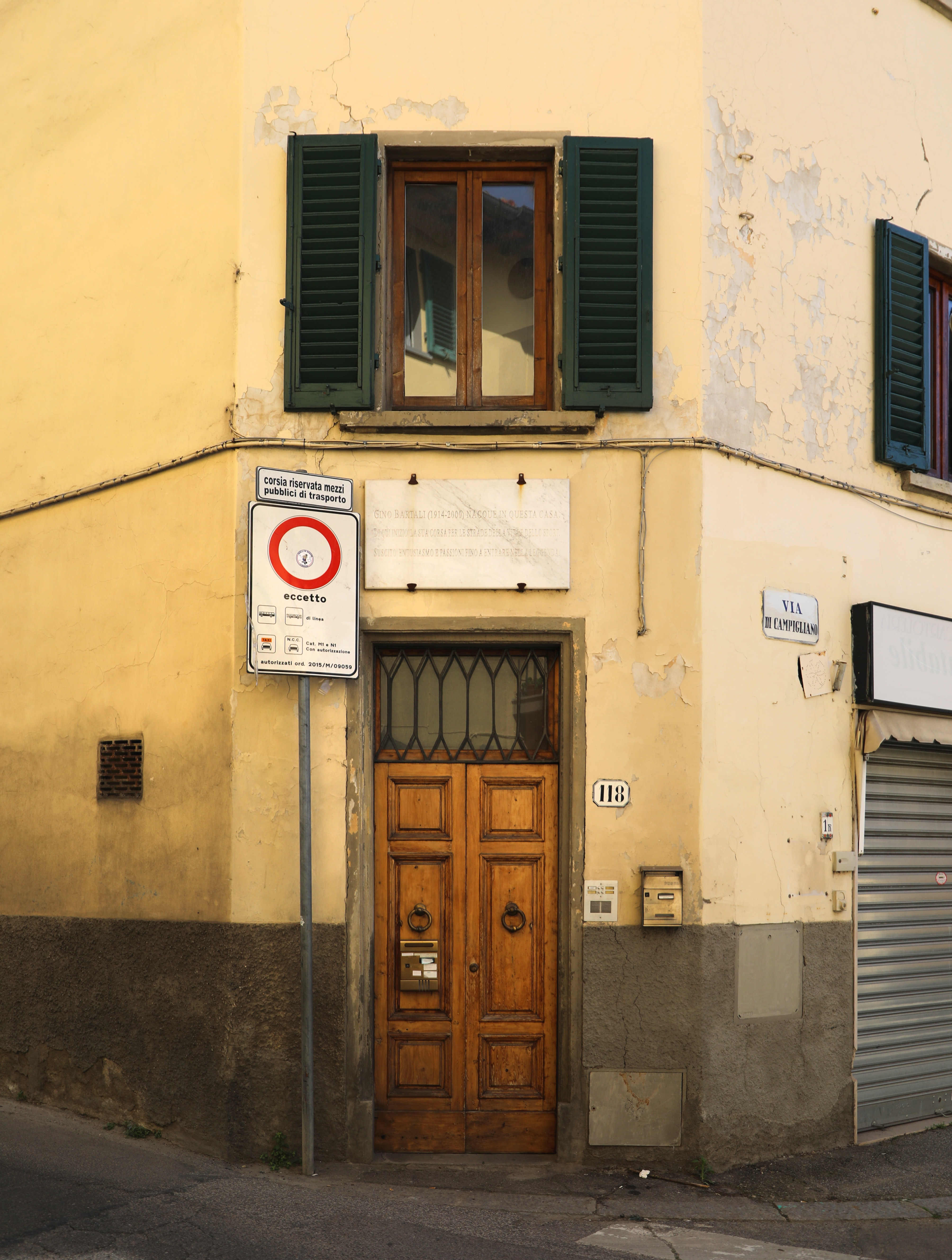
Gino Bartalis födelsehus i Ponte a Ema.
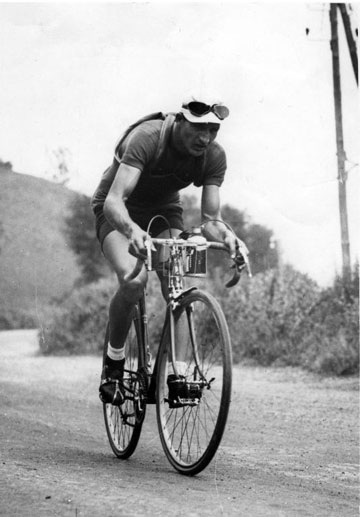
Gino Bartali vid Tour de France 1938.